# سيلينة فلسطينية
السيلينة الفلسطينية (باللاتينية: Silene palaestina) نوع نباتي يتبع جنس السيلينة من الفصيلة القرنفلية.

## الموئل والانتشار
موطنها المشرق العربي ووادي النيل.